# Cal Ferrer (Sant Martí de Llémena)
Cal Ferrer és un edifici al terme de Sant Martí de Llémena (el Gironès) de planta baixa i un pis, teulat a dues aigües i carener perpendicular a la façana principal, de planta rectangular. A la façana principal presenta una porta i una finestra allindades. Al costat dret de la façana principal hi ha la pallissa adossada, seguint el mateix pendent del teulat. Al mig hi ha un forjat entremig, de fusta. Tant la pallissa com la masia giren entorn de l'era.